# Battir
Battir (Arabisch: بتير , ook geschreven als Bateer) is een Palestijnse plaats op de Westelijke Jordaanoever in de staat Palestina. Het ligt in het Palestijnse gouvernement Bethlehem.
Battir ligt 6,4 km ten westen van Beit Jala en Bethlehem, 7 km ten zuidwesten van Jeruzalem. De plaats Al-Walaja ligt ten noorden ervan, Husan in het zuiden en Al Khadr ten zuidoosten ervan. In het noorden en westen loopt de Groene Lijn, de wapenstilstandsgrens van 1949 tussen Israël en Jordanië.
In 2007 woonden er volgens het Palestijns Centraal Bureau voor de Statistiek (PCBS) 3967 personen in 798 huishoudens in 981 huizen

## Geschiedenis
In 1596 stond Battir geregistreerd in de  Ottomaanse registers als een dorp in de Nahiya of Quds. De bevolking bestond toen uit 24 moslimhuishoudens en twee alleenstaanden. 
In 1883 werd Battir beschreven als een middelgroot dorp op een steile helling van een diep dal.
Al tijdens het Ottomaanse rijk was in 1892 een 86 km lange treinverbinding aangelegd van Jaffa naar Jeruzalem. Deze was gebouwd om de enorme groei van het pelgrims- en toeristenverkeer gedurende de tweede helft van de negentiende eeuw te exploiteren. Deze trein liep langs de Groene grenslijn van 1949, waar ook de nieuwe Israëlische trein rijdt. 
In de 19e eeuw werd het eerste archeologische onderzoek gedaan naar de overblijfselen van het oude fort van Betar (Arabisch: Khirbet al-Yahud) met zijn grottenstelsel, gelegen op de huidige plaats van Battir. Deze grotten waren in 132 n.Chr. nog gebruikt als laatste bolwerk in de Tweede Joodse opstand tegen de Romeinen. Er werden Romeinse inscripties en overblijfselen van een Romeinse weg gevonden. In het begin van de 20e eeuw werden ook restanten van twee Romeinse legerkampen ten zuiden van het fort gevonden. Na de Arabisch-Israëlische Oorlog van 1948 liep de Groene Lijn over het terrein van de fortificaties. De archeologische site raakte zwaar beschadigd door de aanleg van loopgraven aan de Jordaanse kant van de grens, door het planten van het bos aan de Israëlische kant van de grens en door de uitbreiding van het dorp Battir. 
In 1984 zijn wederom opgravingen gedaan in het terrein, waarbij delen van het fort zijn blootgelegd en restanten van de Romeinse belegering werden gevonden.

## Werelderfgoed

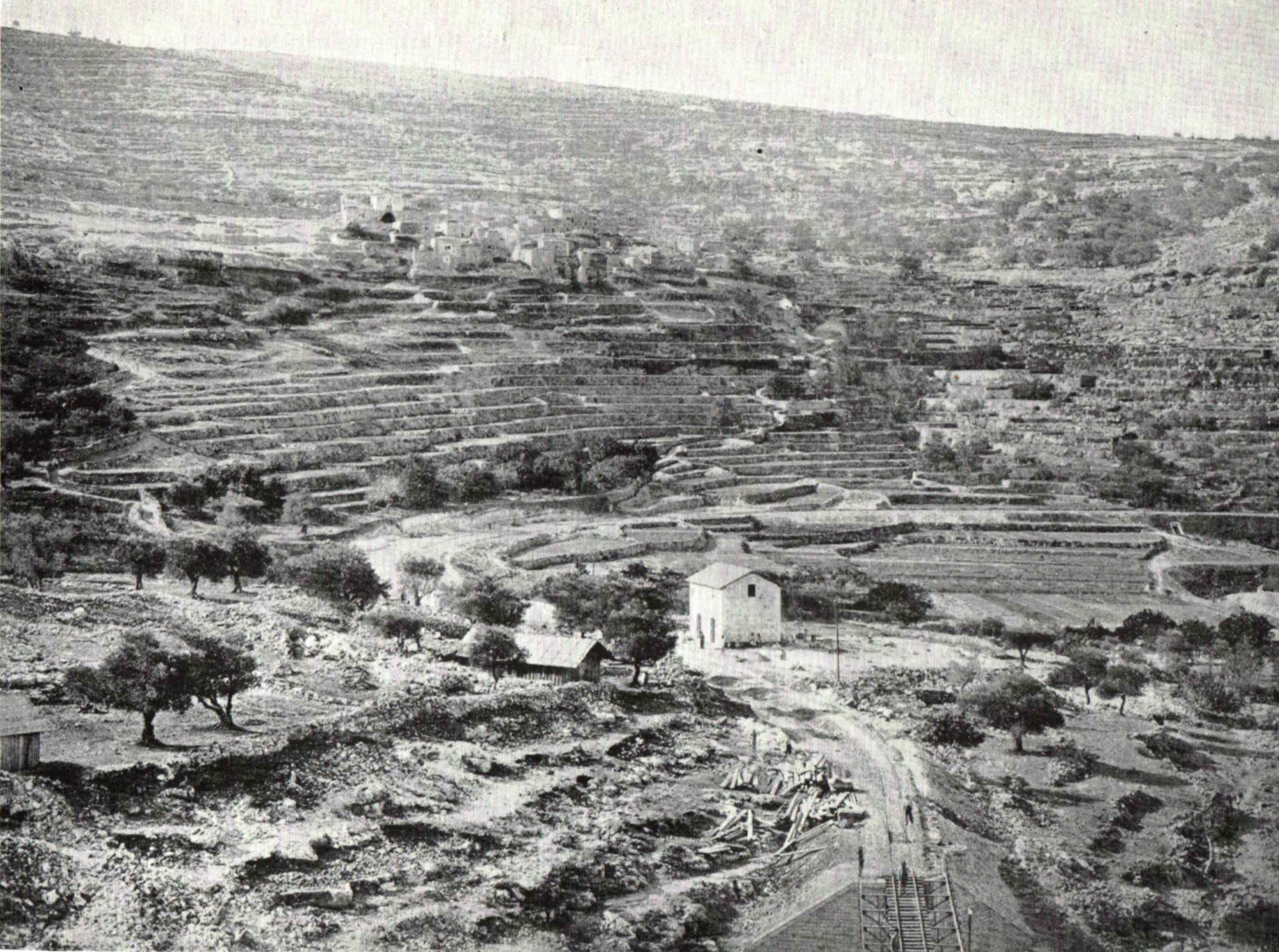
Battir's oude terrassen, 1893

Battir is bekend om zijn 4000 jaar oude stenen terrassen en irrigatiesysteem. Dit wordt nog steeds door de inwoners gebruikt voor hun gewassen en is in juni 2014 toegevoegd aan de werelderfgoedlijst van UNESCO als "Palestina, land van olijfbomen en wijngaarden, cultuurlandschap van zuidelijk Jeruzalem, Battir". Dit landschap is na de "Geboortekerk en de Pelgrimsroute in Bethlehem" het tweede Palestijns culturele erfgoed dat ingeschreven is in de Werelderfgoedlijst.

### Werelderfgoed bedreigd

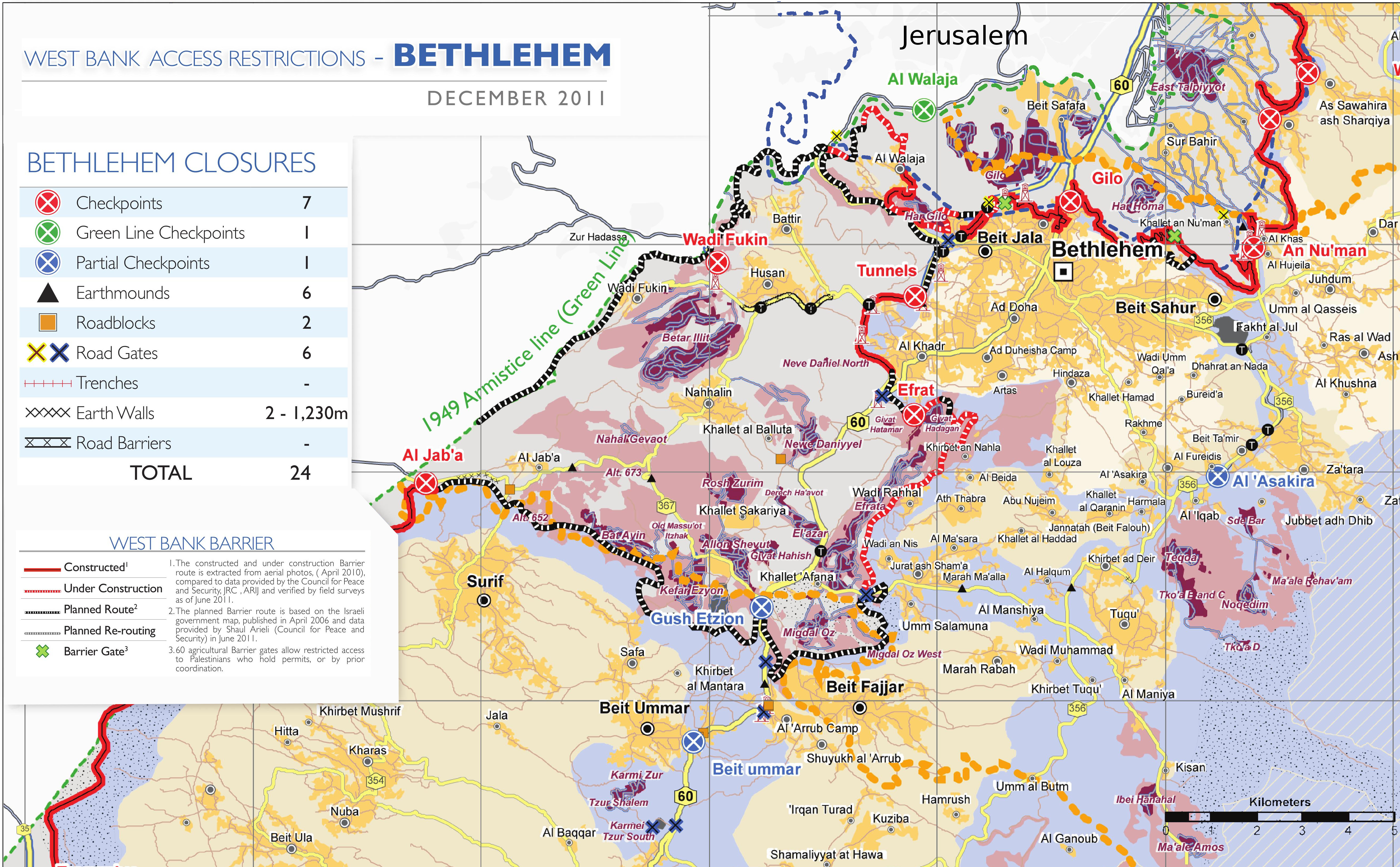
Israëlische Westoeverbarrière en de Groene Lijn, Bethlehem en omgeving, 2011

Het terrassenlandschap wordt bedreigd door de vestiging van Israëlische nederzettingen rondom Battir, waaronder Betar Illit (1984) en de plannen van Israël om de Westoeverbarrière, waaraan sinds 2004 wordt gewerkt, er dwars doorheen te bouwen. De boeren worden daarmee afgescheiden van hun eeuwenlang gecultiveerde landerijen en er wordt schade aan het land toegebracht.. Twee Israëlische zogenaamde 'bypass roads' (no.375 en no.436) van 0,5 km lengte zijn reeds op dit grondgebied aangelegd, die ontoegankelijk zijn voor de Palestijnse inwoners en het gebied verdelen. Door de illegale bouw van de Muur binnen deze grens is zo'n 30 procent van de landbouwgrond van de inwoners wat aan de andere zijde van de spoorbaan gelegen is afgesneden en ontoegankelijk gemaakt.
In juni 2014 werd het landschap van Battir op de lijst 'Bedreigd 'Werelderfgoed' gezet. In augustus 2024 keurde Israël een nieuwe illegale nederzetting goed op 60 hectare Palestijns land tussen Gush Etzion en Bethlehem aan de rand van Battir. Het erfgoed wordt daarmee acuut bedreigd.